# Oregon Institute
Az Oregon Institute a metodisták által 1842-ben alapított iskola volt Oregon Countryban, a Willamette-völgyben, a mai Salem területén. 1853-ban utódja a Willamette Egyetem lett.
A főváros Salembe költöztetésekor a törvényhozás első ülését az iskolaépületben tartották.

## Története
Jason Lee és Nathaniel Jarvis Wyeth 1843-ban érkeztek Oregonba, hogy az őslakosokat áttérítsék a keresztény hitre. Salemtől északra missziót alapítottak, de azt egy áradás elmosta, így tevékenységüket a Chemeketa-fennsíkra helyezték át. Az indiánok számára szakképző iskola építésébe kezdtek, azonban elkészülte előtt a misszió megszűnt, vagyontárgyait pedig eladták.
1842. február 1-jén Lee lakásán több misszionárius találkozott egy fehér telepesek gyerekei számára létesítendő iskola miatt. A csoport megállapodott, hogy az új intézmény neve Oregon Institute lesz. A Wallace-pusztán (az egykori Wallace szőrmekereskedő hely területén) négyezer dollárból háromszintes épületet alakítottak ki. Az 1841 és 1844 között tartó munkálatokat nyolcezer dollárért Hamilton Campbell felügyelte. A létesítmény helyben kitermelt fából épült, ablakait New Yorkból vásárolták. A misszió felbomlása után az épületet az Oregon Institute vásárolta meg.

## Tevékenysége
A tanítás 1844-ben indult meg a képviselőházként és bíróságként is használt épületben. Az iskola egyetlen oktatója a térség fehér bőrű gyerekeit tanította.
1843. február 1-jén Ira Babcock bíró vezetésével lezajlott a térség ragadozóiról szóló „farkasgyűlés”. A találkozó volt az ideiglenes kormány májusi megalakulásának egyik előzménye.
1846-ban az éves tandíj 24 dollár, a heti kollégiumi díj 2 dollár volt. Az évben egy haditengerészeti ügynök az iskolát „romos állapotúnak”, a kollégiumot pedig félkésznek találta. Az intézménynek ekkor öt férfi hallgatója volt.
1853-ban neve Wallamet Egyetemre változott.

## Fordítás
- Ez a szócikk részben vagy egészben  az   Oregon Institute című angol Wikipédia-szócikk ezen változatának fordításán alapul.  Az eredeti cikk szerkesztőit annak laptörténete sorolja fel. Ez a jelzés csupán a megfogalmazás eredetét és a szerzői jogokat jelzi, nem szolgál a cikkben szereplő információk forrásmegjelöléseként.